# Galanthella evides
Galanthella evides är en fjärilsart som beskrevs av Sergius G. Kiriakoff 1959. Galanthella evides ingår i släktet Galanthella och familjen tandspinnare. Inga underarter finns listade i Catalogue of Life.